# جيمس بولوج لانسينج
جيمس بولوج لانسينج (2 يناير 1902 - 29 سبتمبر 1949) كان مهندس صوت ومصمم مكبرات صوت أمريكي رائدًا، وكان أبرز ما قام به هو تأسيس شركتين للصوت تحملان اسمه، ألتك لانسينج وج بي إل JBL (التي تم اشتقاقها من الأحرف الأولى لاسمه).

## سنواته المبكرة
```
وُلد جيمس مارتيوني في 2 يناير 1902 في جرينريدج، بلدة نيلوود، مقاطعة ماكوبين، 
ولاية إلينوي
، للأبوين هنري مارتيوني، وغريس إيربس مارتيوني. كان والده مهندس تعدين فحم، مما دفع العائلة للانتقال كثيرًا خلال سنوات جيمس الأولى. كان هو الطفل التاسع من بين أربعة عشر طفلًا. عاش لفترة قصيرة مع عائلة بولوغ في مدينة سبرينغفيلد، إلينوي، ثم أخذ اسمهم بعد ذلك.
```

تخرج لانسينجم ن الصف الثامن في مدرسة لورانس في سبرينغفيلد، إلينوي، ثم التحق بمدرسة سبرينغفيلد الثانوية، ودرس أيضًا في كلية صغيرة للأعمال في سبرينغفيلد.
في سن مبكرة، قام ببناء جرّة لايدن للقيام بمقالب مع أصدقائه. كما قام ببناء أطقم بلورية وجهاز إرسال راديو كان يبدو أنه قوي بما فيه الكفاية ليصل إشعاعه إلى محطة بحرية في البحيرات العظمى في إلينوي. تم تفكيك جهاز الإرسال الخاص به عندما تعقبت البحرية مصدر الإشارة.
عمل لانسينج كميكانيكي سيارات والتحق بمدرسة لتعليم السيارات في ديترويت بدعم من الوكيل الذي كان يعمل معه.
توفيت والدته في 1 نوفمبر 1924 عندما كان في الثانية والعشرين من عمره، فغادر المنزل وتعرف على زوجته المستقبلية، غلينا بيترسون، في مدينة سيلت ليك سيتي في عام 1925. في تلك الفترة كان يعمل مهندسًا في محطة راديو. كما عمل في شركة راديو بالدوين ولقاء شريكه التجاري المستقبلي كين ديكر في المدينة.
انتقل لانسينغ وديكر إلى لوس أنجلوس حيث أسسا شركة لتصنيع مكبرات الصوت، وأطلق عليها اسم شركة لانسينغ للتصنيع. قبل تسجيل الشركة في 9 مارس 1927، غيّر لانسينغ اسمه من جيمس مارتيوني إلى جيمس بولوغ لانسينغ بناءً على اقتراح من زوجته المستقبلية، غلينا. كان معظم إخوته قد اعتمدوا اسم عائلة مارتن، وجاء اثنان منهم (بيل وجورج) إلى لوس أنجلوس للعمل معه.
توفي ديكر في حادث تحطم طائرة في عام 1939 وبدأت شركة لانسينغ للتصنيع تعاني من صعوبات مالية دون إرشادات ديكر التجارية. في عام 1941، اشترت شركة ألتك سيرفيس شركة لانسينغ للتصنيع، باعتبارها مصدرًا قيمًا لمكونات مكبرات الصوت. تم دمج الشركتين تحت اسم ألتك لانسينغ. تم تعيين جيمس ب. لانسينغ نائبًا للرئيس للهندسة بعقد مدته خمس سنوات.
في عام 1946، ترك لانسينغ الشركة في اليوم الذي انتهى فيه عقده وبدأ شركة جديدة باسم "لانسنج ساوند، إنكوربوريتد". كانت شركة ألتك لانسينغ تواجه مشكلة مع التشابه بين هذا الاسم والعلامات التجارية التي طورتها، لذا قام جيمس بولوغ لانسينغ بإعادة تسمية شركته الجديدة إلى "جيمس ب. لانسنج ساوند، إنكوربوريتد". وفي النهاية، تم اختصار الاسم إلى JBL على العلامات التجارية للمنتجات ثم أصبح الاسم الرسمي للشركة.
كان جيمس لانسينغ معروفًا بكونه مهندسًا مبتكرًا، لكنه كان رجل أعمال ضعيفًا. ونتيجة لتدهور الأوضاع التجارية والمشاكل الشخصية، أقدم على الانتحار بشنق نفسه من شجرة أفوكادو خارج منزله في مزرعة سان ماركوس في 29 سبتمبر 1949، عن عمر يناهز 47 عامًا.